# Heathrow Terminal 5 (métro de Londres)
Heathrow Terminal 5 est une station de la Piccadilly line du métro de Londres, en zone 6. Elle est située à London Heathrow Terminal 5 (en), dans le Borough londonien de Hillingdon.

## Situation sur le réseau

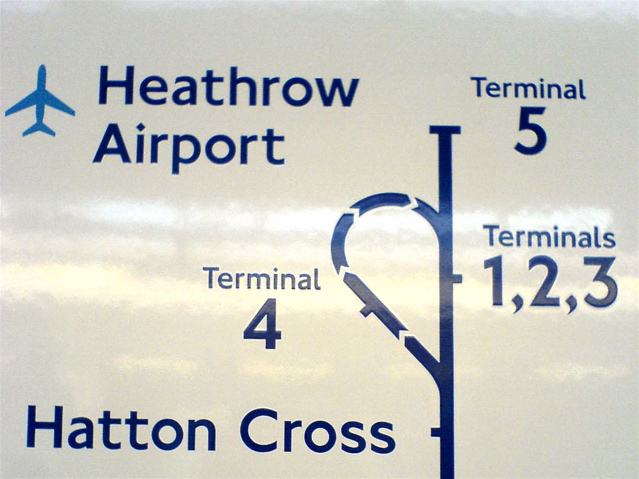
Carte des trois stations de l'aéroport d'Heathrow.

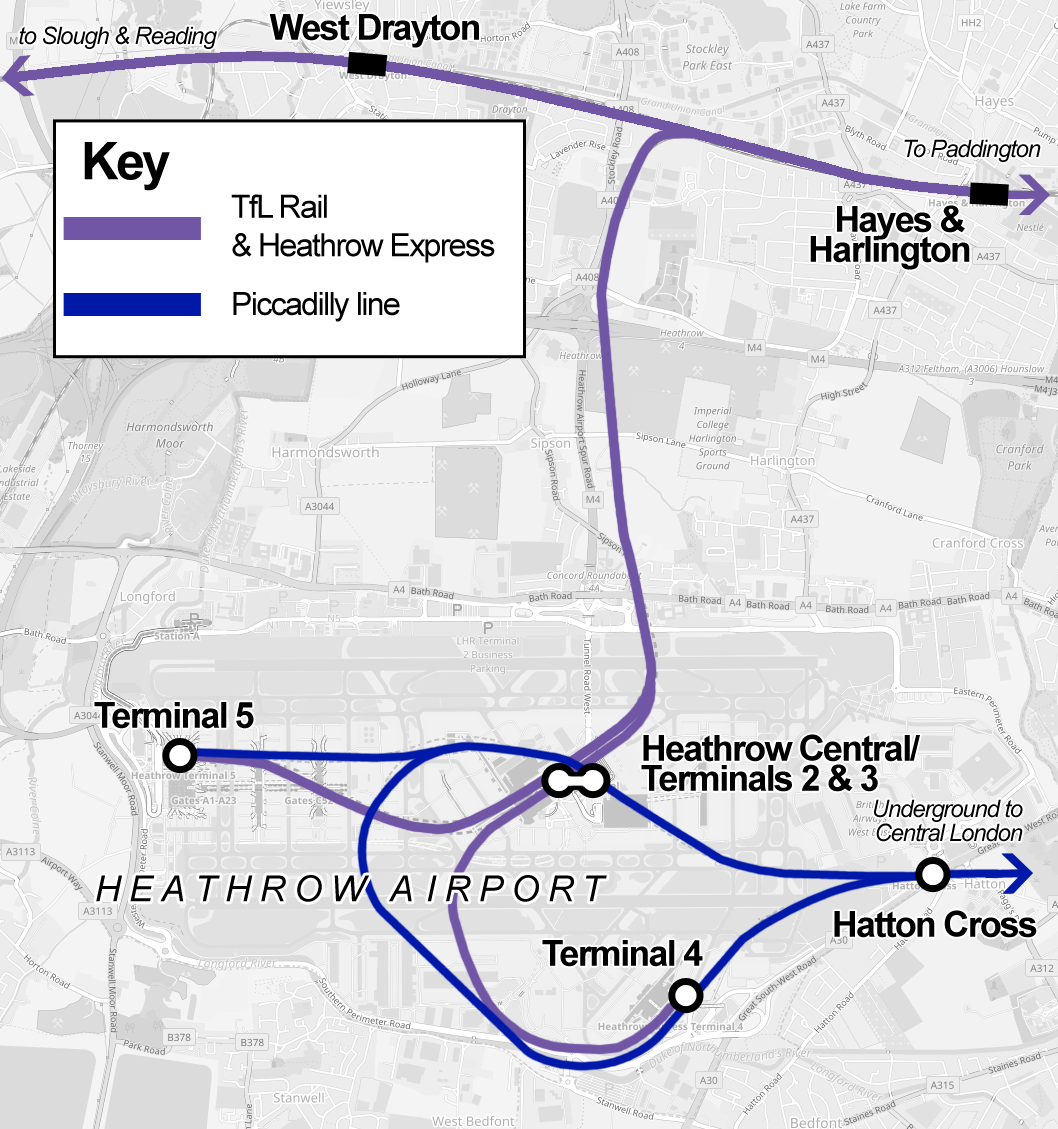
Carte géographique des deux lignes reliant Londres à l'aéroport d'Heathrow.

## Histoire
Après le début de la construction du nouveau terminal no 5 à l'aéroport de Heathrow, une nouvelle station de métro était nécessaire. Le résultat fut une extension de la Piccadilly line, qui desservait déjà les autres terminaux, au terminal no 5 (actuellement le terminal le plus grand de l'aéroport). Le nouveau terminal a été ouvert par la reine Élisabeth II le 14 mars 2008, et la station a été ouverte le 27 mars 2008.
La station est desservie aussi par Heathrow Express, une gare routière se trouve à l'extérieur de la station.

## À proximité
- London Heathrow Terminal 5 (en)